# Aconodes subaequalis
Aconodes subaequalis är en skalbaggsart som först beskrevs av Aurivillius 1922.  Aconodes subaequalis ingår i släktet Aconodes och familjen långhorningar. Inga underarter finns listade i Catalogue of Life.